# Erzbistum Cotabato
Das Erzbistum Cotabato (lat.: Archidioecesis Cotabatensis) ist eine auf den Philippinen gelegene römisch-katholische Erzdiözese mit Sitz in Cotabato.

## Bischöfe

### Bischöfe von Cotabato
- Gérard Mongeau OMI, 1976–1979

### Erzbischöfe von Cotabato
- Gérard Mongeau OMI, 1979–1980
- Philip Francis Smith OMI, 1980–1998
- Orlando Kardinal Quevedo OMI, 1998–2018
- Angelito R. Lampon OMI, seit 2018

### Weihbischöfe in Cotabato
- José Colin Mendoza Bagaforo, 2006–2016[1]

Wappen des Erzbistums Cotabato